# Freddy Rodriguez
Freddy Rodriguez (Chicago (Illinois), 17 januari 1975) is een Amerikaans acteur.

## Carrière
Rodriguez begon zijn carrière als acteur aan het begin van de jaren '90, toen hij kleine rollen in films kreeg. Na een terugkerende rol in Party of Five, kreeg Rodriguez in 2001 een vaste rol in Six Feet Under.
Rodriguez brak ook door als filmacteur in 2005, toen de acteur de hoofdrol van drugsdealer Hector kreeg in de film Havoc. Sindsdien is Rodriguez te zien geweest in verscheidene succesvolle bioscoopfilms, waaronder Bobby (2006) en Grindhouse (2007).
Het meest recentelijk was Rodriguez te zien in een videoclip van Stacy Ferguson, met wie de acteur tevens speelde in de film Poseidon (2006).
Ook is Rodriguez te zien in het tweede seizoen van de Amerikaanse serie Ugly Betty. Hij speelt daar de rol van Giovanni Rossi ook wel Gio genoemd. Hij speelt een exploitant van een sandwichbar die op het kantoor van MODE verschijnt en in de hoofdrolspeelster van de show geïnteresseerd wordt.

## Filmografie
- 1995: A Walk in the Clouds - Pedro Aragón, Jr.
- 1995: Dead Presidents - Jose
- 1997: The Pest - Ninja
- 1998: Can't Hardly Wait - T.J., Jock #3
- 1999: Payback - Punk Messenger
- 2005: Havoc - Hector
- 2005: Dreamer: Inspired by a True Story - Manolin
- 2005: Harsh Times - Mike Alonzo
- 2006: Poseidon - Valentin
- 2006: Lady in the Water - Reggie
- 2006: Bobby - José
- 2007: Grindhouse - El Wray
- 2008: Bottle Shock - Gustavo Brambila
- 2008: Nothing Like the Holidays - Jesse Rodriguez
- 2014: Fort Bliss - Captain Garver
- 2023: V/H/S/85

## Televisie
- 2001-2005: Six Feet Under - Federico 'Rico' Diaz
- 2007-2010: Ugly Betty - Gio Rossi
- 2014-2015:  The night shift  - Micheal Ragosa
- 2016-heden: Bull - Benny Colón